# Virtua Striker 2
Virtua Striker 2 est un jeu vidéo de football développé et édité par Sega, sorti en 1997 sur borne d'arcade et Dreamcast.

## Accueil
- Gamekult : 4/10 (Ver. 2000)[1]
- GameSpot : 4,7/10[2]
- IGN : 4,1/10[3]
- Jeuxvideo.com : 14/20 (Ver. 2000)[4]